# Esporte Clube Renascença
O Esporte Clube Renascença foi um clube brasileiro de futebol, da cidade de Belo Horizonte, capital do estado de Minas Gerais. Já disputou o Campeonato Mineiro de Futebol.
O clube revelou Wilson Piazza e Procópio Cardoso, jogadores que se destacaram com a camisa do Cruzeiro.
Fundado por funcionários e pela diretoria da Fábrica de Tecidos Renascença em 15 de outubro de 1941, o Esporte Clube Renascença, tradicional equipe de Belo Horizonte nas décadas de 1950 e 1960, disputou o campeonato mineiro entre 1959 e 1966. Seu uniforme era formado por camisa e meias brancas e calção preto. O escudo tinha uma letra "R" ao centro e uma engrenagem de máquina ao redor. O estádio onde atuava recebeu o nome de Cristiano Guimarães, mais conhecido como "Eucaliptos". O estádio ficava no Bairro Renascença, na Rua Botucatu, 177, ao lado da antiga fábrica de tecidos.
Começou disputando as competições do futebol amador. Em 1958, na primeira tentativa de participar do Campeonato Mineiro, perdeu a vaga para o Cruzeiro. 
O clube, conhecido por "Time dos Tecelões" e que tinha como mascote o urubu, teve como glória maior a conquista da Taça Belo Horizonte de 1961 após vitória sobre o Atlético Mineiro. O torneio teve participação também de Cruzeiro, América, Sete de Setembro e uma seleção do departamento de futebol amador da Federação Mineira de Futebol. Em 1966, ficou em último lugar no estadual e caiu para a segunda divisão. No ano seguinte, devido a dificuldades financeiras, a Companhia Renascença Industrial, que mantinha o clube, decidiu encerrar as atividades futebolísticas.
Entre os grandes jogadores revelados pelo Renascença destacam-se o excelente Wilson Piazza (Grilo), campeão mundial em 1970, o zagueiro Procópio Cardoso, Tonho, ex-goleiro do Cruzeiro, e Silvinho, ex-ponta esquerda do Vasco. Também passaram pelo clube o goleiro Veludo, Décio Brito, irmão do zagueiro Brito, Waldir Lellis, Hilton de Oliveira e o goleiro Mussula.

## Títulos

### Estaduais
- Torneio Início: 1963.
- O Renascença também disputou os Campeonatos Mineiros de 1959 (9º lugar); 1960 (10º lugar); 1961 (11º lugar); 1962 (10º lugar); 1963 (11º lugar); 1964 (11º lugar); 1965 (11º lugar) e 1966 (12º lugar), quando foi rebaixado para a 2ª Divisão.

### Outras Conquistas
- Copa Belo Horizonte: 1961.
- Torneio Início Juvenil: 1959.